# Хоминці (Хмельницький район)
Хоми́нці — село в Україні, у Гвардійській сільській територіальній громаді Хмельницького району Хмельницької області. Населення становить 194 особи.

## Населення

### Мова
Розподіл населення за рідною мовою за даними перепису 2001 року:
| Мова       | Відсоток |
| ---------- | -------- |
| українська | 98,97%   |
| російська  | 1,03%    |

## Галерея

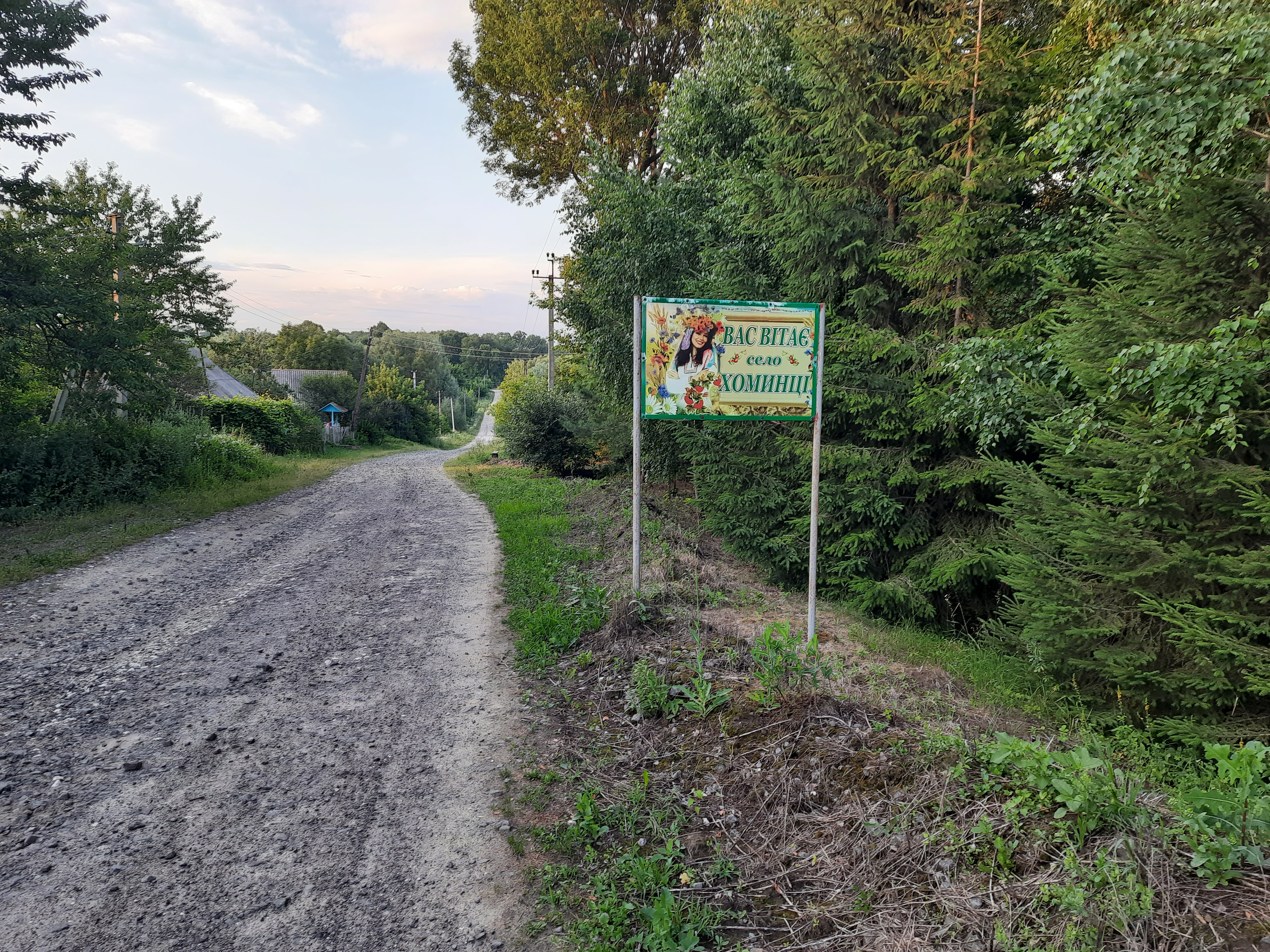
Знак при в'їзді в село
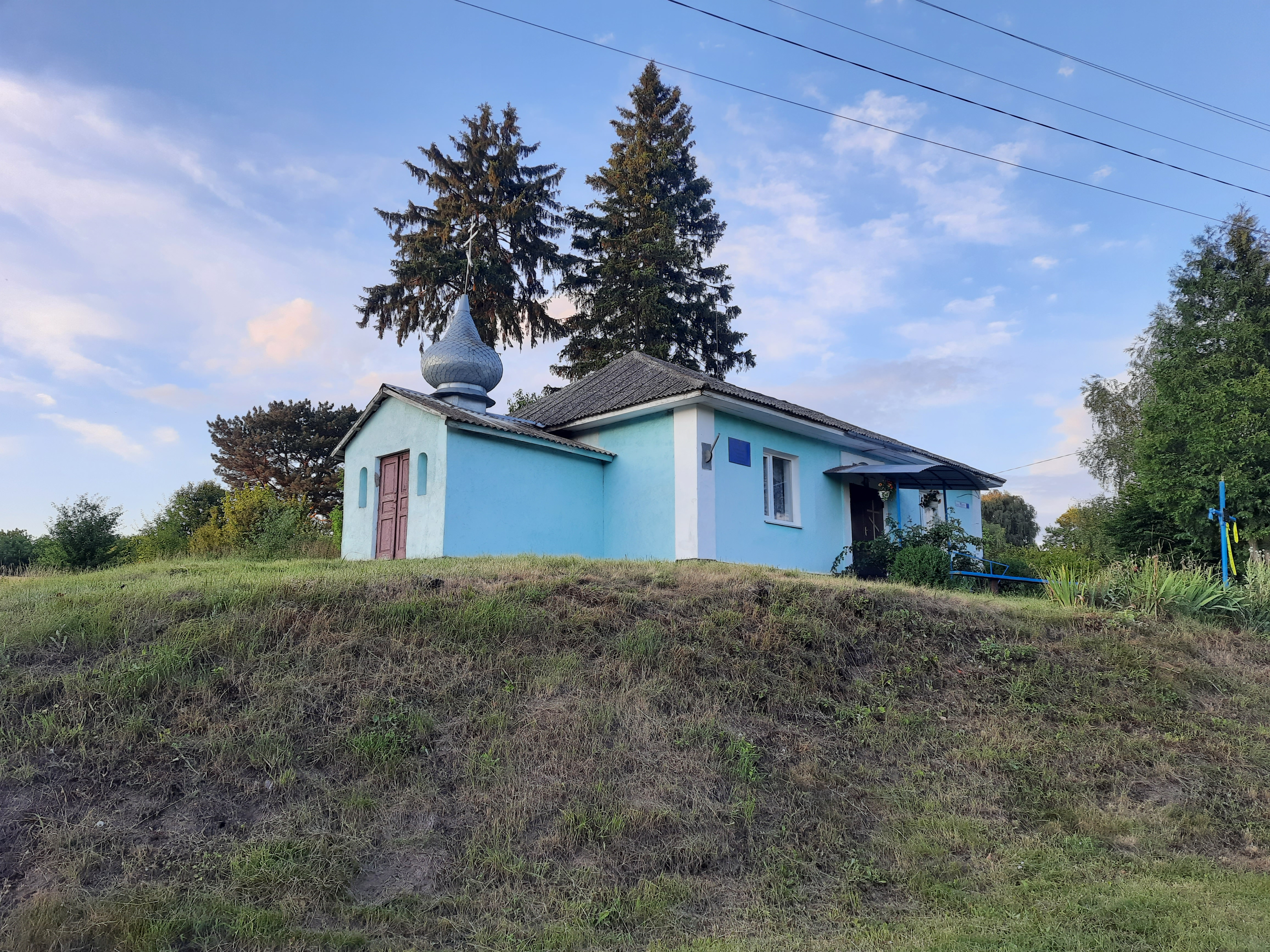
Церква
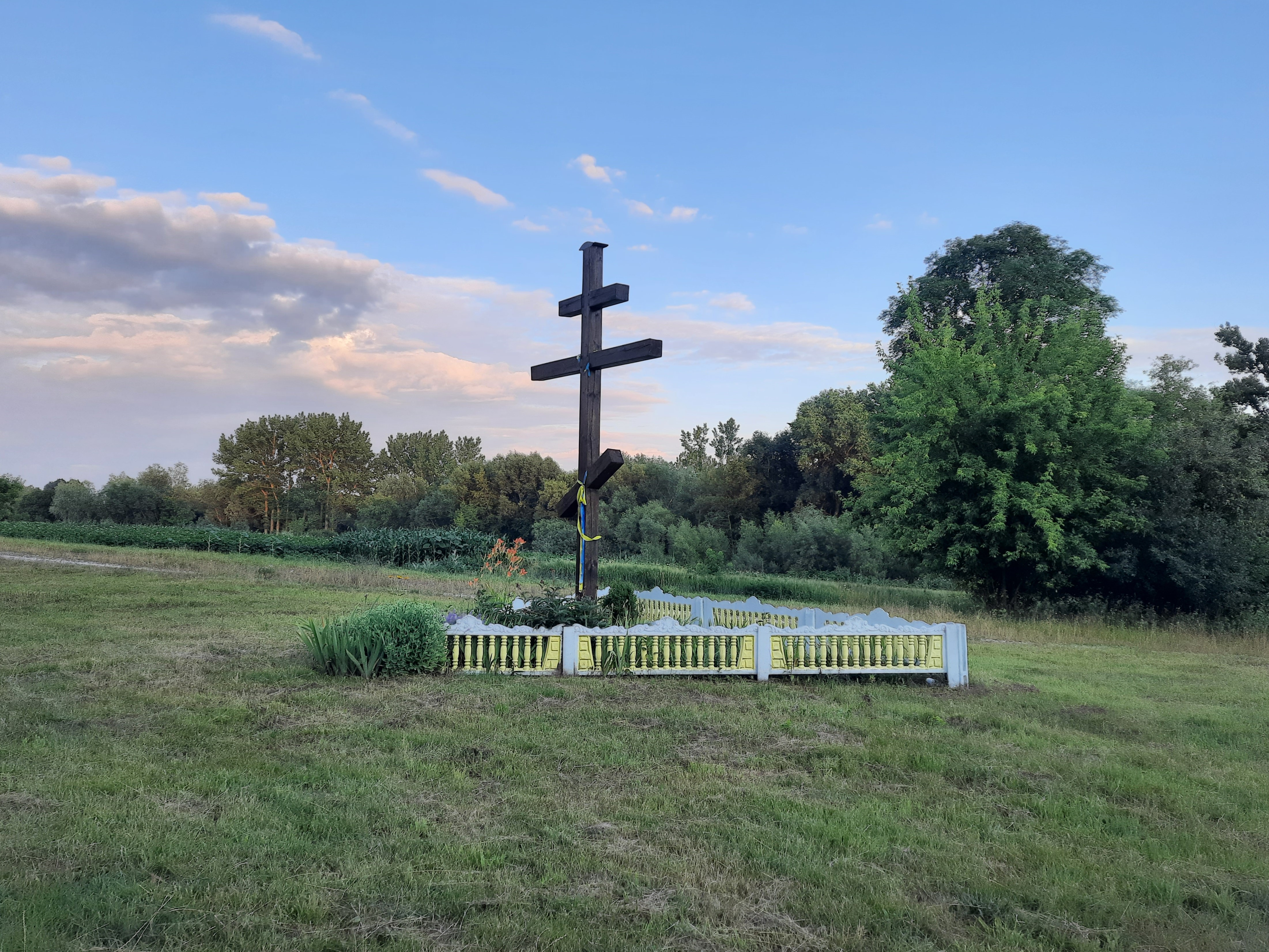
Пам'ятний хрест
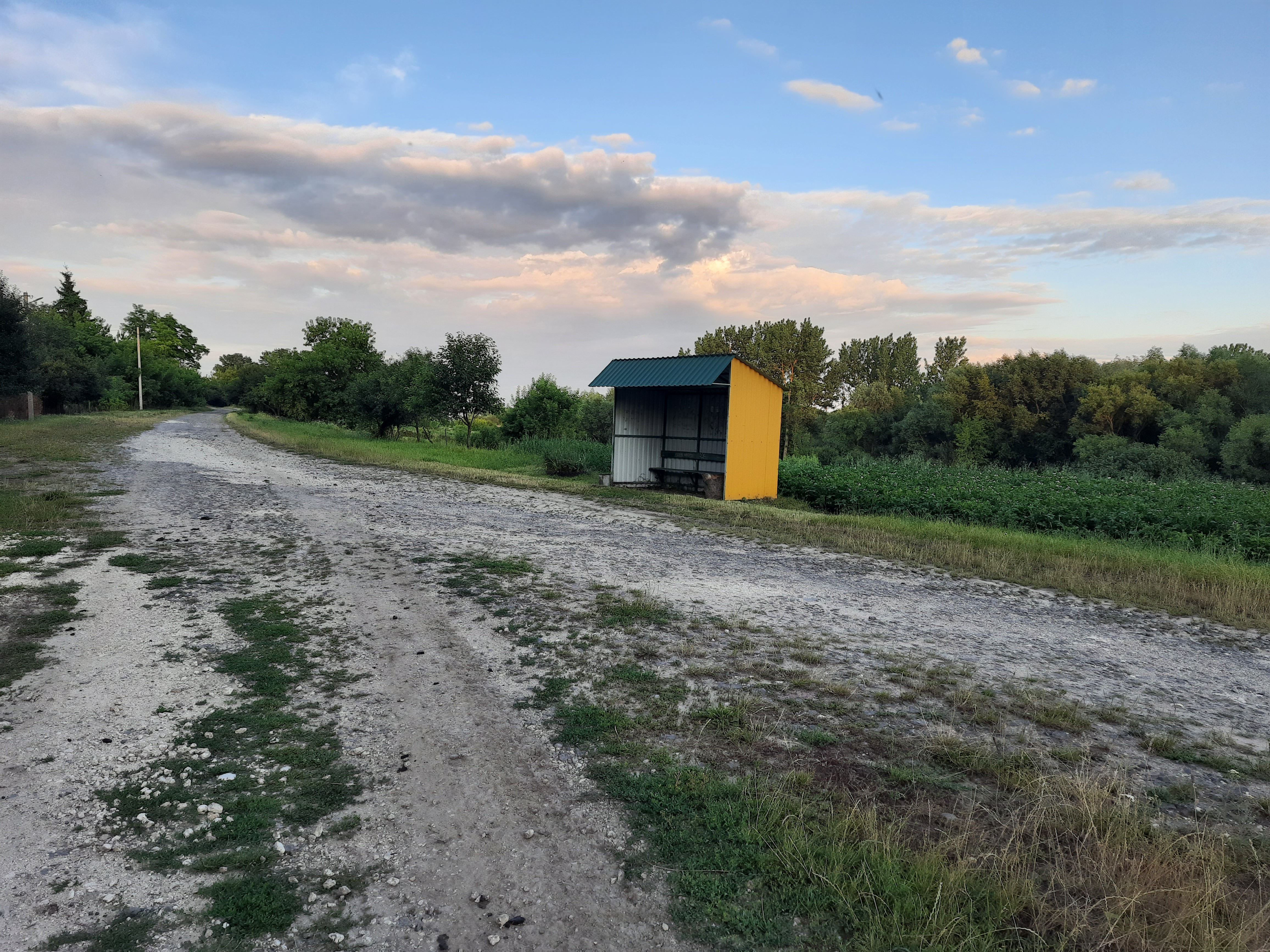
Автобусна зупинка
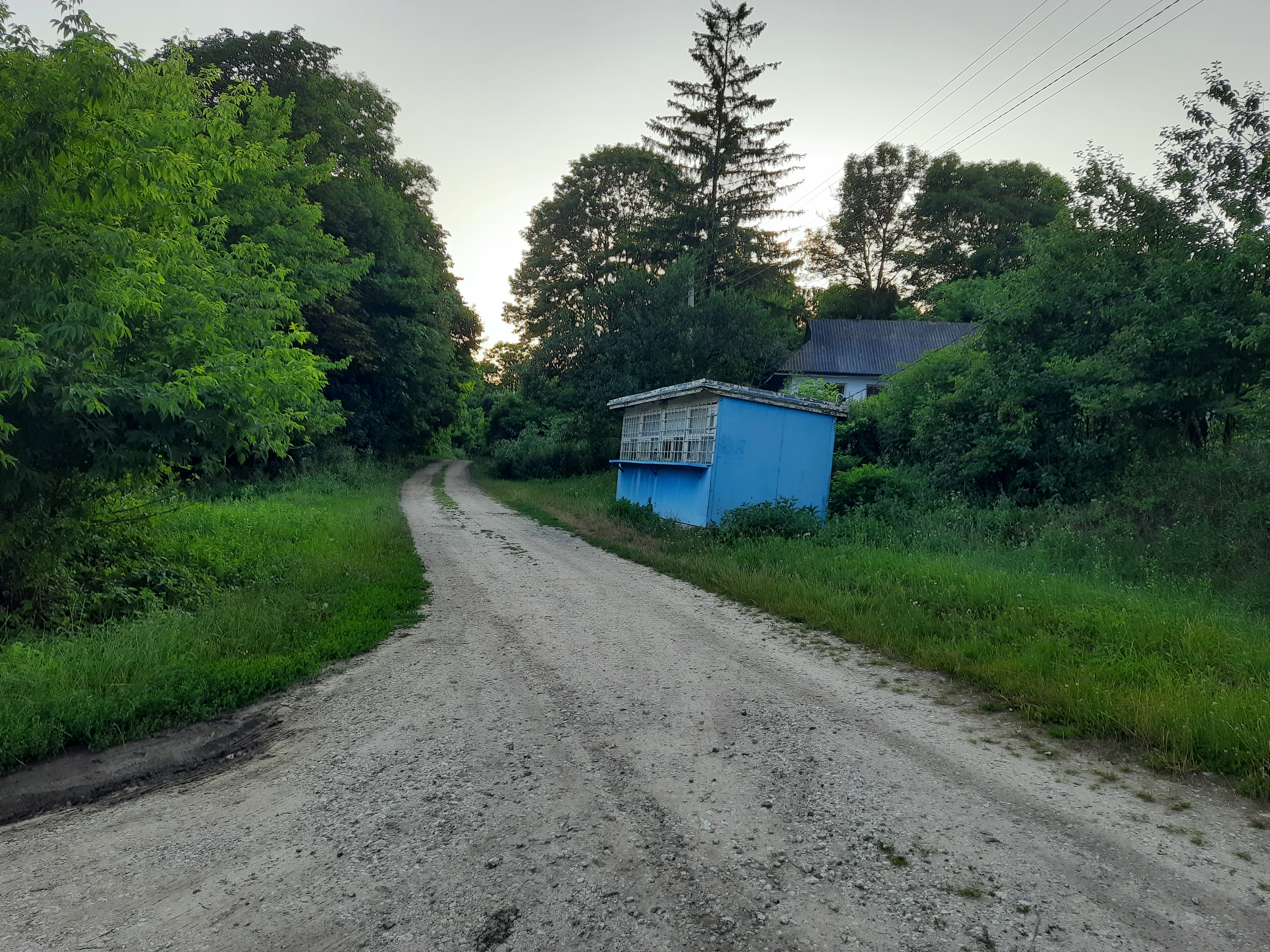
Сільська вулиця
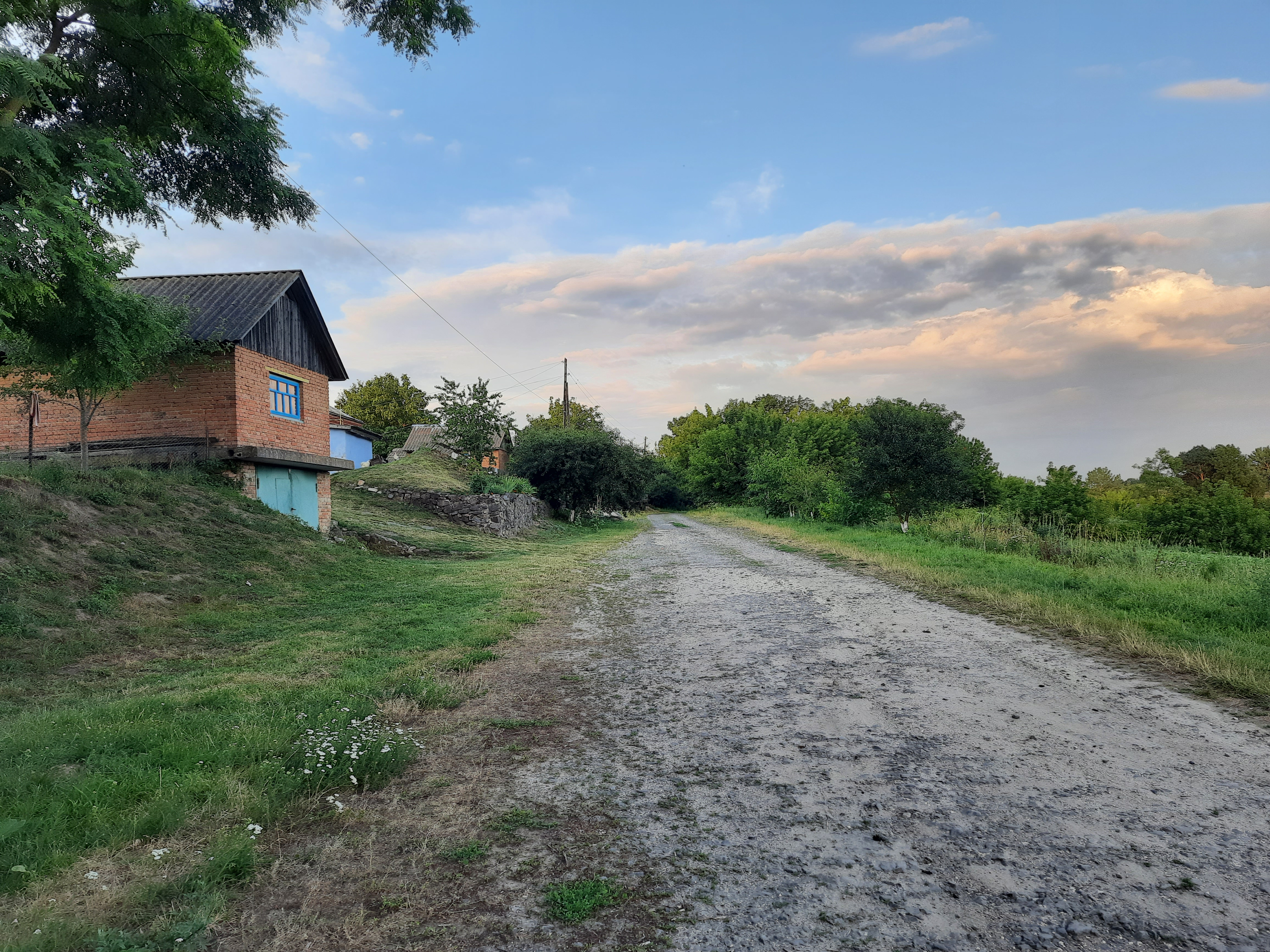
Сільська вулиця
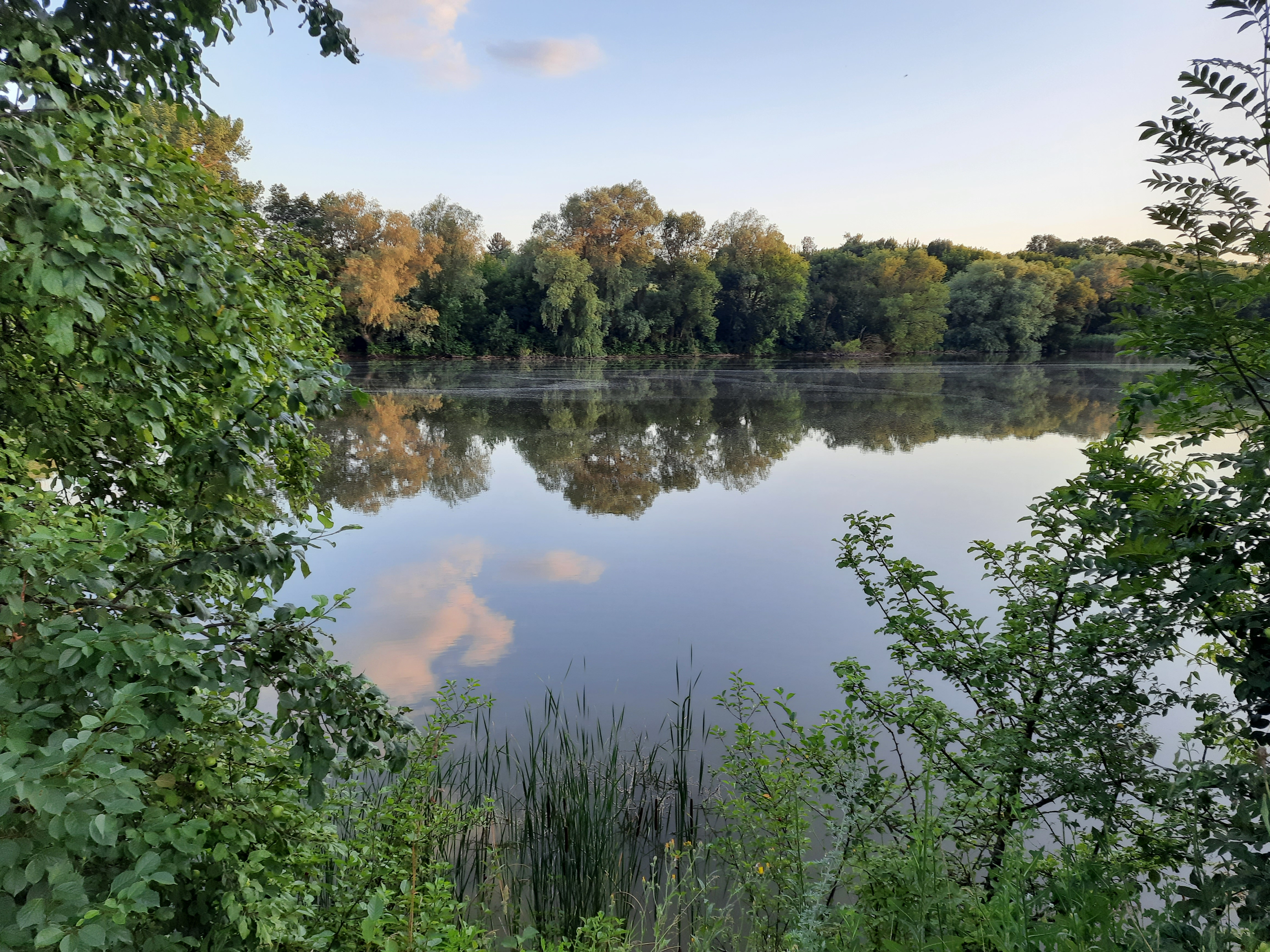
Став біля села